# Silvester (Worcester)
Silvester (auch Silvester of Evesham) OSB († 16. Juli 1218 in Ramsey) war ein englischer Geistlicher. Ab 1216 war er Bischof von Worcester.

## Aufstieg zum Bischof
Warum Silvester seinen Beinamen Evesham erhielt, ist unbekannt, denn von ihm ist kein Bezug zu Evesham oder dem dortigen Kloster bekannt. Er gehörte eher als Mönch dem Kathedralpriorat von Worcester an und wird erstmals erwähnt, als er im Januar 1215, vielleicht auch schon 1214, zum Prior gewählt wurde. Im November 1215 nahm er in Rom am Vierten Laterankonzil teil. Im Frühjahr 1216 war er wieder in England. Nachdem Bischof Walter de Gray Erzbischof von York geworden war, wurde Silvester am 3. April 1216 als erster Mönch des Priorats nach dem 1016 gestorbenen und 1203 heiliggesprochenen Bischof Wulfstan zum Bischof der Diözese Worcester gewählt. König Johann Ohneland hatte in Briefen an Papst Innozenz III., den päpstlichen Legaten Guala und an Erzbischof Stephen Langton von Canterbury erklärt, dass er die Wahl von Silvester akzeptieren würde. Da Stephen Langton jedoch noch von seinem Amt als Erzbischof suspendiert war und im Exil lebte, reiste Silvester spätestens Mitte Mai 1216 wieder nach Italien. Er traf den Papst in Perugia an und wurde am 3. Juli, nur wenige Tage vor dem Tod von Innozenz III., zum Bischof geweiht.

## Bischof von Worcester
Bereits im Herbst 1215 hatte in England der Erste Krieg der Barone begonnen, in dem eine Adelsopposition gegen König Johann Ohneland rebellierte. Die rebellischen Barone hatten den französischen Prinzen Ludwig um Hilfe gebeten, der im Frühjahr 1216 mit einem Heer in England landete. Silvester war noch im Ausland, als sein Bischofssitz zum Kampfplatz wurde. Die Stadt Worcester hatte sich dem französischen Prinzen unterworfen, worauf sie von königlichen Truppen erobert wurde. Auf der Suche nach Gegnern drangen königliche Truppen auch in die Kathedrale von Worcester ein. Sie plünderten die Kathedrale und forderten eine Strafe von 300 Mark (£ 200), die nur durch das Einschmelzen des Schreins des heiligen Wulfstan aufgebracht werden konnte. Da die Mönche des Kathedralpriorats Gottesdienste für die Gegner des Königs abgehalten hatten, wurden sie exkommuniziert. Erst am 15. August 1216 erhielten die Mönche die Absolution, und nachdem die Verwüstungen in der Kathedrale beseitigt worden waren, konnte der zurückgekehrte Silvester am 8. September 1216 als Bischof inthronisiert werden. In der Nacht zum 19. Oktober 1216 starb Johann Ohneland. Angeblich auf eigenen Wunsch sollte er in der Kathedrale von Worcester beigesetzt werden. Silvester wurde zu einem der Testamentsvollstrecker des Königs ernannt und leitete die Beisetzung des Königs. Obwohl dieses Begräbnis hohe Kosten verursachte, profitierte die Kathedrale davon. Legat Guala sowie der Regent William Marshal schenkten dem Kathedralpriorat einen Teil der Vorburg von Worcester Castle, die das Kathedralpriorat schon lange beansprucht hatte. Am 28. Oktober 1216 nahm Silvester an der provisorischen Krönung von Heinrich III., dem jungen Sohn von Johann Ohneland in Gloucester teil. Von der Regierung erhielt er 1218 gegen eine Gebühr von 700 Mark das Recht, die großen königlichen Forste von Horeweck und Ombersley in Worcestershire zu roden. Im gleichen Jahr erhielt er das Recht, in Worcester anlässlich des Festtags des heiligen Barnabas einen viertägigen Jahrmarkt abzuhalten.
Nach dem Ende des Kriegs der Barone erfolgte am 7. Juni 1218 eine erneute Weihe der Kathedrale von Worcester, bei der der Leichnam des heiligen Wulfstans in einen neuen Schrein überführt wurde. Die erneute Weihe geschah wohl, um das Andenken an den toten Johann Ohneland zu verbessern. Silvester leitete die Zeremonie, dabei verteilte er auch Reliquien des heiligen Wulfstan an andere Kirchen. Ein Chronist warf ihm dabei vor, die Reliquien grob mit der Axt vom Leichnam abgehackt zu haben. Wenige Wochen später verließ Silvester Worcester. Möglicherweise wollte er am Kreuzzug von Damiette teilnehmen, zu dem auch zahlreiche englische Ritter aufgebrochen waren. Er erkrankte jedoch und starb in Ramsey in Cambridgeshire. Er wurde vermutlich in Worcester begraben.